# Dylan Vossen
Dylan Vossen (Sittard, 13 mei 1992) is een Nederlands handbalspeler die vanaf 2020 uitkomt voor Sporting Pelt.

## Biografie
Vossen begon zijn handbal carrière bij Sittardia en maakte later de stap naar V&L. Vandaar kwam hij bij het tweede team van Limburg Lions terecht en maakte niet veel later ook de stap naar het eerste team waarmee hij tweemaal kampioen werd en tweemaal de beker wist te winnen. In 2015 pakt hij ook de BENE-League met Limburg Lions. In 2016 verruilde hij Limburg Lions voor Initia Hasselt.
In februari 2020 werd Vossen met onmiddellijke ingang weggestuurd bij Initia Hasselt nadat hij in de media kritiek uitte over het wisselbeleid van trainer Jo Delpire. Hij sloot voor het opvolgende seizoen aan bij Sporting Pelt.

## Selecties
4. Niels Vansloot ·
5. Seppe Vandenboer ·
7.  Tommie Falke ·
10.  Ephrahim Jerry ·
11.  Vlatko Tasevski ·
12.  Thijs van Leeuwen ·
14.  Marco Vernooy ·
15.  Bart Köhlen ·
21. Louis Vandebeeck ·
22. Daan Versleeuwen ·
24.  Dylan Vossen ·
24.  Eligio Pepels ·
27.  Robin Schoenaker ·
31. Tom Lukkesen ·
35. Youri Denert ·
44. Robbe Spooren ·
49. Door Vandebeeck ·
55. Marko Pedic ·
Coach: Bjorn Timmermans
4. Jarne Arts ·
2. Seppe Vandenboer ·
3. Benjamin Bongaerts ·
4. Niels Vansloot ·
5. Ricardo Silva ·
7.  Tommie Falke ·
8. Lode Vanmierlo ·
9. Door Vandebeeck ·
10.  Ephrahim Jerry ·
11. Vlatko Tasevski ·
12.  Thijs van Leeuwen ·
13.  Kamil Kirsz ·
14.  Marco Vernooy ·
15.  Bart Köhlen ·
16. Nick Deekens ·
17.  Daan Versleeuwen ·
21. Louis Vandebeeck ·
22. Kenzo van Vlierden ·
27.  Robin Schoenaker ·
31. Tom Lukkesen ·
34.  Peter Schoenaker ·
35. Youri Denert ·
44. Robbe Spooren ·
Coach:  Joël Abat ( Martin Vlijm)
· Assistent-coach: Bjorn Timmermans
1. Nicholas Plessers ·
8. Niels Kelchtermans ·
9.  Andrei Buciuman ·
10. Jochen Stulens ·
13. Bram van der Goten ·
16.  Mark Leckebusch ·
17.  Ivan Kolak ·
19.  Nikola Mirosavljevic ·
20. Brian Meulders ·
21. Stijn Gijs ·
22. Mattias van Criekinge ·
24.  Dylan Vossen ·
34. Samuel Degbey ·
37. Arnout de Greef ·
38. Sander de Herdt ·
39. Stijn Heeren ·
40. Robbe Vets ·
42. Jorn Coenen ·
43. Pieter Schruers ·
44. Jeroen de Beule ·
45. Albrecht Willeman ·
65.  Quentin Abadie ·
77. Jona Boiten ·
Coach: Jo Delpire
Coach: Pascal Grossi
3. Tim Houbrechts ·
4. Simon Ooms ·
5.  Roel Adams ·
6.  Dylan Vossen ·
10. Ruben Roelants ·
11. Tom Robyns ·
13. Bram Van der Goten ·
15.  Bart Köhlen ·
19. Robbert Bogaerts ·
21. Brecht Vanbrabant ·
22. Mattias van Criekinge ·
26.  Andrei Buciuman ·
31. Jente Haesevoets ·
32. Jelle Vonckx ·
Coach:  Vladimir Tomanović
· Assistent-coach:  Zoran Kenjic
1. Freek Janssen ·
2. Tim Mullens ·
3. Ephrahim Jerry ·
4. Marco Vernooy ·
5. Mats Pastoor ·
6. Rob Schmeits ·
8. Evert Kooijman ·
9. Thomas Dekker ·
10. Kay Smits ·
11. Niels Poot ·
12. Thijs van Leeuwen ·
13. Pim van Starrenburg ·
14. Serge Heijnen ·
15. Lino Janssen ·
16. Jordi Govaarts ·
17. Jeroen Roefs ·
18. Ivo Steins ·
19. Joris Baart ·
21. Roel Adams ·
22. Luc Steins ·
23. Luuk Hoiting ·
24. Dylan Vossen ·
28. Tim Krijntjes ·
29. Ivar Stavast ·
32.  João Jacob Ramos ·
34. Bijan Houben ·
Coach: Monique Tijsterman
· Assistent-coach: Lambert Schuurs
2. Tim Mullens ·
3.  Marko Pejovic ·
4. Marco Vernooy ·
5. Roel Adams ·
7. Alan van de Wall ·
9. Thomas Dekker ·
10. Tim Krijntjes ·
11. Evert Kooijman ·
12. Thijs van Leeuwen ·
14. Serge Heijnen ·
15. Lino Janssen ·
17. Eligio Pepels ·
18. Ivo Steins ·
19. Joris Baart ·
20. Joeri Verjans ·
21. Dylan Vossen ·
22. Luc Steins ·
23. Luuk Hoiting ·
26. Rob Schmeitz ·
27. Kay Smits ·
30. Rik Elissen ·
31. Niek op de Kamp ·
32.  João Jacob Ramos ·
Coach: Monique Tijsterman
· Assistent-coach: Lambert Schuurs
2. Tim Mullens ·
3.  Marko Pejovic ·
4. Marco Vernooy ·
7. Alan van de Wall ·
10. Tim Krijntjes ·
12. Thijs van Leeuwen ·
13. Rudi Schenk ·
14. Serge Heijnen ·
15. Lino Janssen ·
18. Ivo Steins ·
19. Joris Baart ·
20. Joeri Verjans ·
21. Roel Adams ·
22. Luc Steins ·
23. Luuk Hoiting ·
24. Dylan Vossen ·
Coach: Maurice Canton Lambert Schuurs (interim)
· Assistent-coach: Lambert Schuurs Gerrit Stavast (interim)
1. Freek Janssen ·
2. Tim Krijntjes ·
3. Dylan Vossen ·
4. Lino Janssen ·
5. Stijn Hoefnagels ·
6. Mike van dongen ·
7. Joris Baart ·
8. Maurits van Buren ·
9. Wouter Leenen ·
10. Jordi Cremers ·
11. Ivo Steins ·
12. Niek Op de Kamp ·
13. Camiel Rodigas ·
15. Job Gilissen ·
17. Marco Timmers ·
18. Jarn van Gool ·
19. Yanninck Gerono ·
20. Teun Lemmens ·
23. Luuk Hoiting ·
Coach: Maurice Canton